# Processo di standardizzazione dell'Advanced Encryption Standard
Il 2 gennaio 1997 il National Institute of Standards and Technology, o NIST, propose un bando per la realizzazione del nuovo algoritmo di cifratura a blocchi che il governo statunitense avrebbe utilizzato come standard per la cifratura dei dati sensibili e non classificati. (Saper cosa viene utilizzato per cifrare i dati classificati è a sua volta classificato). L'Advanced Encryption Standard (AES) doveva rimpiazzare il Triple DES, questo era un algoritmo intermedio utilizzato dopo che il Data Encryption Standard (DES) si era rivelato forzabile grazie a un attacco a forza bruta. Questo era possibile dato che il DES utilizzava una chiave a 56 bit, troppo piccola per le moderne capacità di calcolo. Il triple DES era solo un rimedio temporaneo dato che questo non era altro che il DES applicato tre volte con due chiavi diverse e quindi la chiave totale era lunga 112 bit. Poi il DES era veloce se implementato in hardware ma lento se implementato in software e il Triple DES era a maggior ragione ancora più lento dovendo utilizzare tre volte l'algoritmo DES sullo stesso blocco di dati.
Le specifiche dichiaravano che l'AES non doveva essere segreto, ci si aspettava che si sarebbe diffuso come algoritmo di cifratura standard anche la di fuori degli Stati Uniti d'America sostituendo il DES e il Triple DES.
I requisiti del nuovo standard erano molto restrittivi. Doveva essere un algoritmo a blocchi, con blocchi di 128 bit, doveva gestire chiavi di 128, 192 e 256 bit. Doveva essere sicuro, veloce sia in hardware che in software e funzionare anche con apparecchiature dotate di pochissima RAM e ROM come i sistemi dedicati e le smart card
Quindici diversi algoritmi vennero presentati da partecipanti provenienti da sette nazioni. In ordine alfabetico:
CAST-256, CRYPTON, DEAL, DFC, E2, FROG, Hasty Pudding Cipher, LOKI97, MAGENTA, MARS, RC6, Rijndael, SAFER+, Serpent e Twofish.
Alcuni candidati non erano sufficientemente sicuri anche se la maggior parte superò il test di sicurezza. La commissione restrinse la rosa a cinque candidati:
MARS, RC6, Rijndael, Serpent, e Twofish.
Il 2 ottobre, 2000, il NIST annunciò che Rijndael era stato selezionato per diventare la base dell'AES. Il 26 novembre 2001 il NIST annunciò la definitiva approvazione dell'AES sotto il nome di FIPS PUB 197.